# Калиновка (Хомутовский район)
Кали́новка — село в Хомутовском районе Курской области. Административный центр Калиновского сельсовета.

## География
Расположено в 4 км к юго-западу от районного центра, посёлка Хомутовка и в 170 км от Курска. В 3 км к северо-западу от села проходит автомагистраль М-3 «Украина».

## Население
| 2002 | 2010  |
| ---- | ----- |
| 1424 | ↘1262 |

## Инфраструктура
- Калиновский сельскохозяйственный техникум[4]
- Калиновская средняя общеобразовательная школа[5]
- Калиновский детский сад «Калинка»
- Дом культуры[6].

## Достопримечательности
- Бюст Никиты Сергеевича Хрущёва (скульптор Николай Томский)[6][7][8]. Открыт в 2014 году.

## Известные уроженцы
- Хрущёв, Никита Сергеевич[9] (1894—1971) — Первый секретарь ЦК КПСС (1953—1964), Председатель Совета Министров СССР (1958—1964), Герой Советского Союза, трижды Герой Социалистического Труда.